# Список умерших в 1880 году
В этой статье представлен список известных людей, умерших в 1880 году.
См. также: Категория:Умершие в 1880 году

## Январь
- 7 января — Никита Крылов (72—73) — профессор права в Московском университете.
- 8 января — Нортон I (точный возраст неизвестен) — первый и последний (самопровозглашённый) Император США.

## Февраль
- 4 февраля — Кастельно, Франсуа де Комон де Лапорт (69) — французский путешественник и энтомолог.
- 12 февраля — Хольтей, Карл фон (82) — немецкий актёр, поэт, писатель, драматург и либреттист.
- 18 февраля — Зинин, Николай Николаевич (67) — российский химик-органик, академик Петербургской академии наук.
- 21 февраля — Срезневский, Измаил Иванович (67) — русский филолог-славист и историк.

## Март
- 23 марта — Соломон Френсдорфф (76—77) — немецкий и еврейский гебраист.

## Апрель
- 18 апреля — Константинос Кириакос Аристиас (79—80) — первый греческий и румынский профессиональный актёр, основатель румынского национального театра, румынский переводчик и писатель, греческий и румынский революционер XIX века.

## Май
- 16 мая — Карл Кребс (76) — немецкий композитор и дирижёр.

## Июнь
- 23 июня — Адольф Эдуард Грубе (68) — немецкий анатом и зоолог.
- 28 июня — Дэн Келли (19) — австралийский бушрейнджер и нарушитель закона.

## Июль
- 24 июля — Александр Гирс (65) — российский сенатор, действительный тайный советник.

## Октябрь
- 29 октября — Иоганн Непомук Гейгер (75) — австрийский художник, иллюстратор и педагог.

## Ноябрь
- 11 ноября — Нед Келли (25) — австралийский бушрейнджер.
- 23 ноября — Редмонд Барри (67) — британский колониальный судья Виктории (Австралия).